# Wally Walrus
Wally Walrus è un personaggio di Picchiarello. È l'antagonista principale della serie assieme a Buzz Buzzard.

## Caratterizzazione
È un tricheco antropomorfo con origini e accento svedesi, ha dei baffi color beige e zanne molto corte.

## Concezione e sviluppo
Sebbene fosse stato concepito inizialmente come il principale antagonista di Picchiarello fu sostituito quasi subito dall'avvoltoio Buzz Buzzard e venne ripreso solo nella serie del 1999/2003 dove è il vicino di casa del picchio. I due sono inoltre continuamente in contrasto.
Nel doppiaggio italiano è Marco Balbi a dargli la voce.